# 长者山
长者山（日语：／ Choujya San）是日本青森县八户市内的一座标高40m的山丘。

## 概说
长者山位于八户市中心南部，糠塚地区的北侧。长者山植被茂盛，也是赏樱名所。长者山原名，延宝年间因山上新罗神社的建设而逐渐发展。
八户城尚存时，长者山是位于城堡南部的重要防御阵地。此外，安永年间长者山也曾被用于训练铁炮队。

## 名胜
长者山以坐落于山上的长者山新罗神社而闻名，是青森的著名景点。八户市三大祭之一八户沿步利在此进行。
此外，山下亦有两座佛教寺院和穴守神社。